# Chapelle Notre-Dame du Roc-Vignonnet (Antignac)
La chapelle Notre-Dame du Roc-Vignonnet est une chapelle de style roman auvergnat située à Antignac dans le département français du Cantal en région Auvergne-Rhône-Alpes.

## Localisation
La chapelle se dresse, à 1 km à l'ouest du village d'Antignac, au sommet du roc Vignonnet d'où elle domine la vallée de la Sumène. Un nouveau chemin d'accès pédestre, abrupt par endroits, a été créé en 2021 à la suite de l'éboulement de l'ancien chemin en 2020.

## Historique
La chapelle trouve son origine dans un prieuré de l'abbaye de La Chaise-Dieu, fondé au XIe siècle ; l'église priorale, dédiée à saint Robert, fondateur de l'abbaye de La Chaise-Dieu, aurait été construite durant la première moitié du XIIe siècle.
Commencée au début du XIe siècle, complétée aux XIIIe et XIVe siècles, délaissée au XVIIIe siècle, la chapelle fut définitivement abandonnée à la fin XIXe siècle, ce qui entraîna sa ruine, la couverture de la nef s'effondrant vers 1930.
La chapelle fait l'objet d'un classement au titre des monuments historiques depuis le 21 novembre 1930 et a fait l'objet d'une rénovation en 2004 et 2005, visant à rétablir la couverture de la nef et des collatéraux.

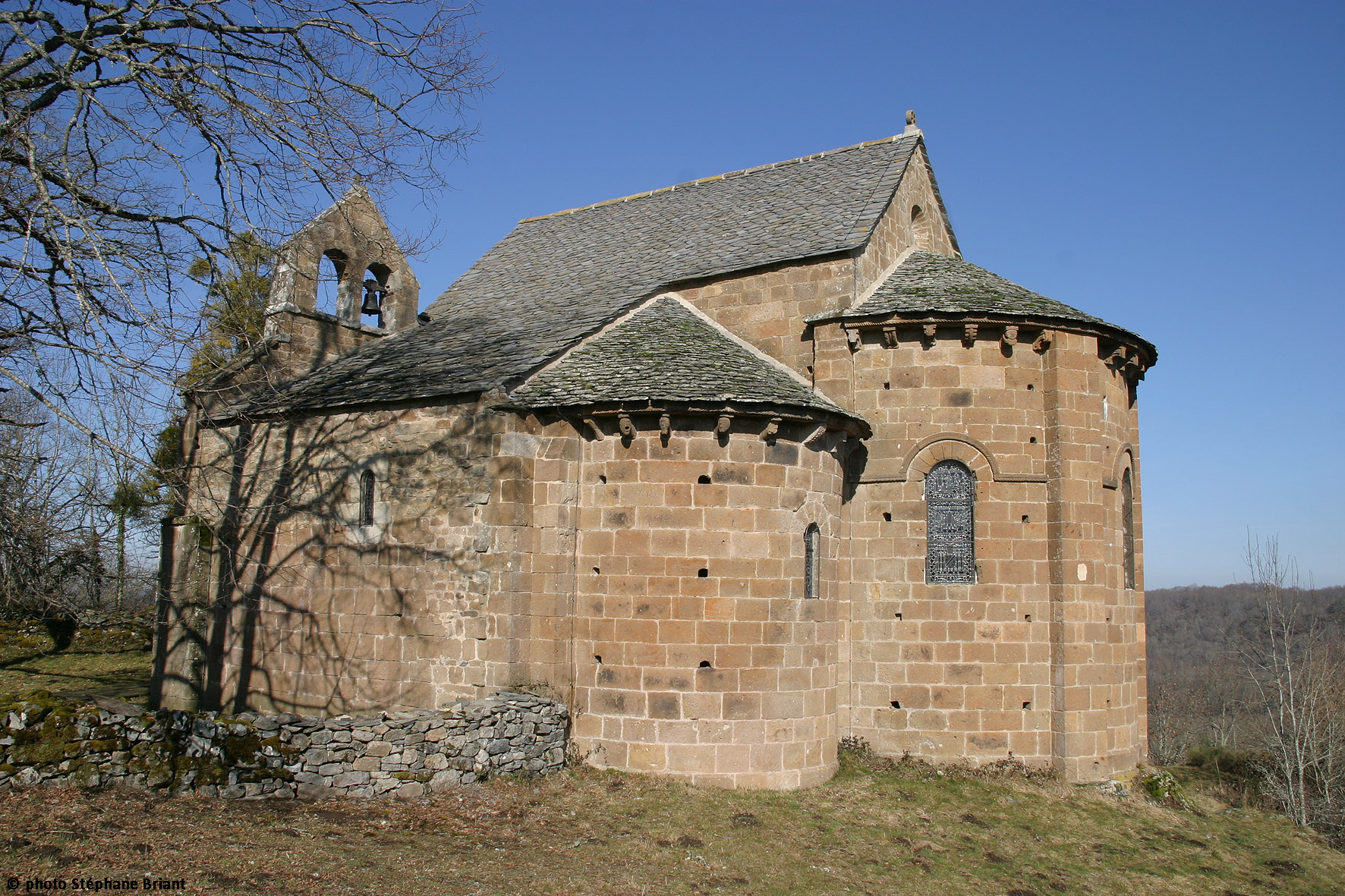
La chapelle après la restauration de 2005.

## Architecture
La chapelle Notre-Dame du Roc-Vignonnet est édifiée principalement en pierre de taille de couleur brune constituée de tuf volcanique assemblée en grand appareil, comme plusieurs autres églises de la région (Ydes-Bourg, Saignes…). Le second matériau en importance est le moellon de gneiss.

### La façade occidentale
La façade occidentale, rythmée par de hauts contreforts, est édifiée principalement en moellons de gneiss, l'utilisation du tuf volcanique étant limitée à sa partie basse.
Elle est surmontée dans sa partie de droite par un clocheton à double baie campanaire surmonté d'une petite croix en pierre.

### Le chevet
La chapelle possède un beau chevet à appareil très régulier, constitué de trois absides semi-circulaires.
L'abside centrale, dont la maçonnerie est divisée en trois compartiments par deux puissants contreforts, est percée de trois grandes fenêtres surmontées d'un élégant cordon à motif de tresse qui se prolonge de part et d'autre des fenêtres.
La maçonnerie de l'abside et de ses deux absidioles (en tuf volcanique sauf une partie de l'absidiole nord) est percée de nombreux trous de trous de boulin (trous laissés par les échafaudages).
L'abside est couronnée d'une corniche en saillie ornée d'un cordon à motif de tresse et supportée par des modillons variés.

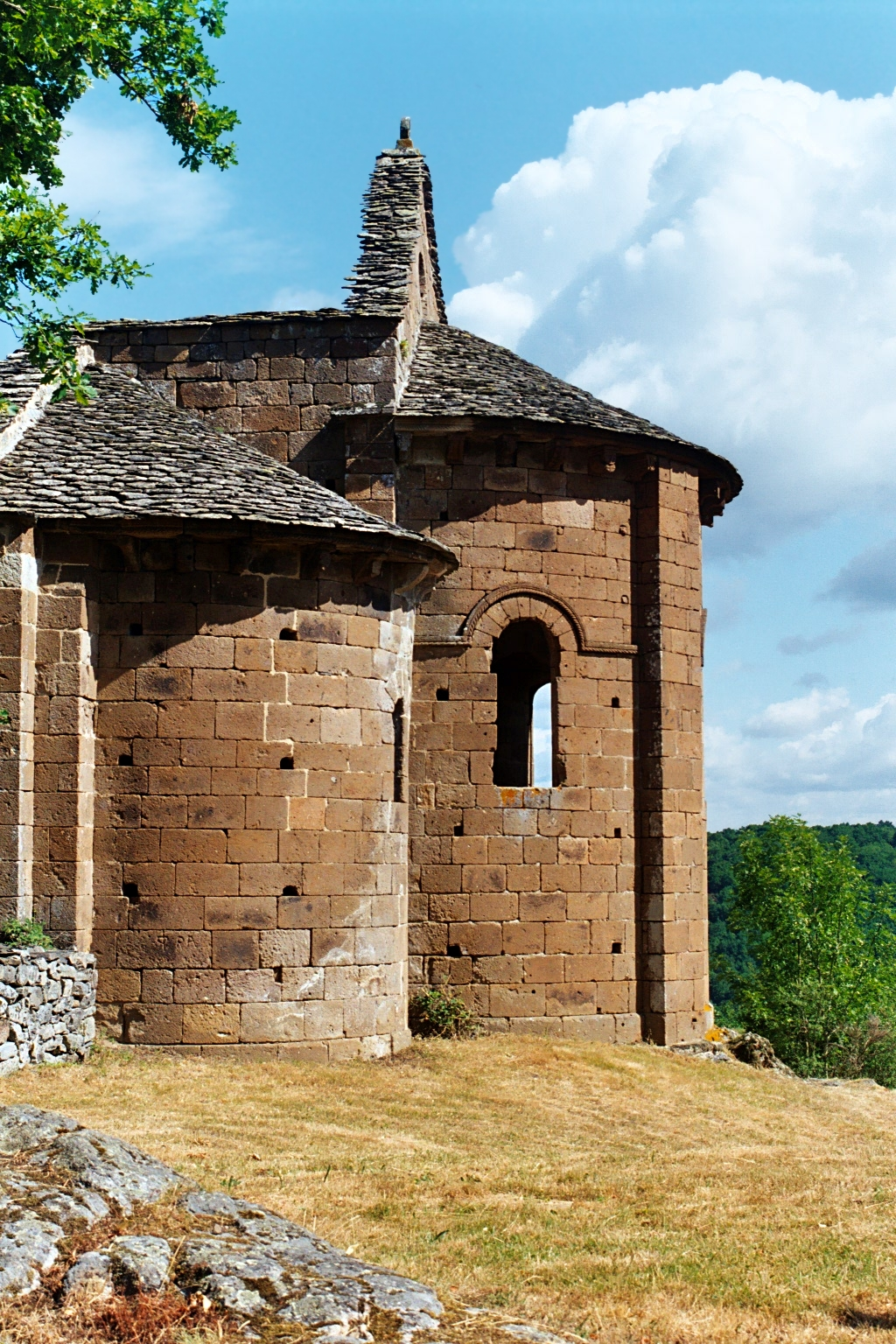
Le chevet (avant restauration).
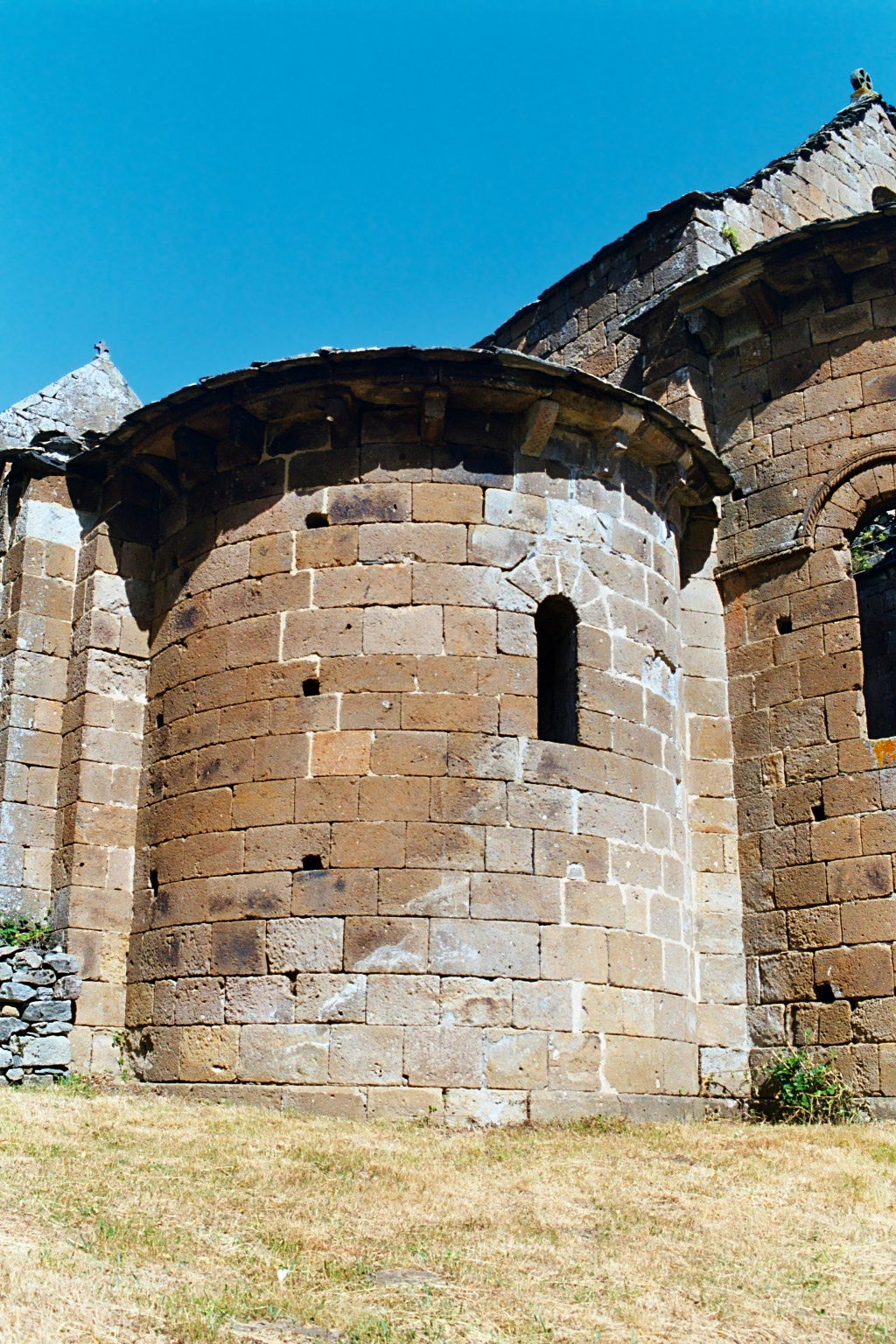
L'absidiole gauche (avant restauration).
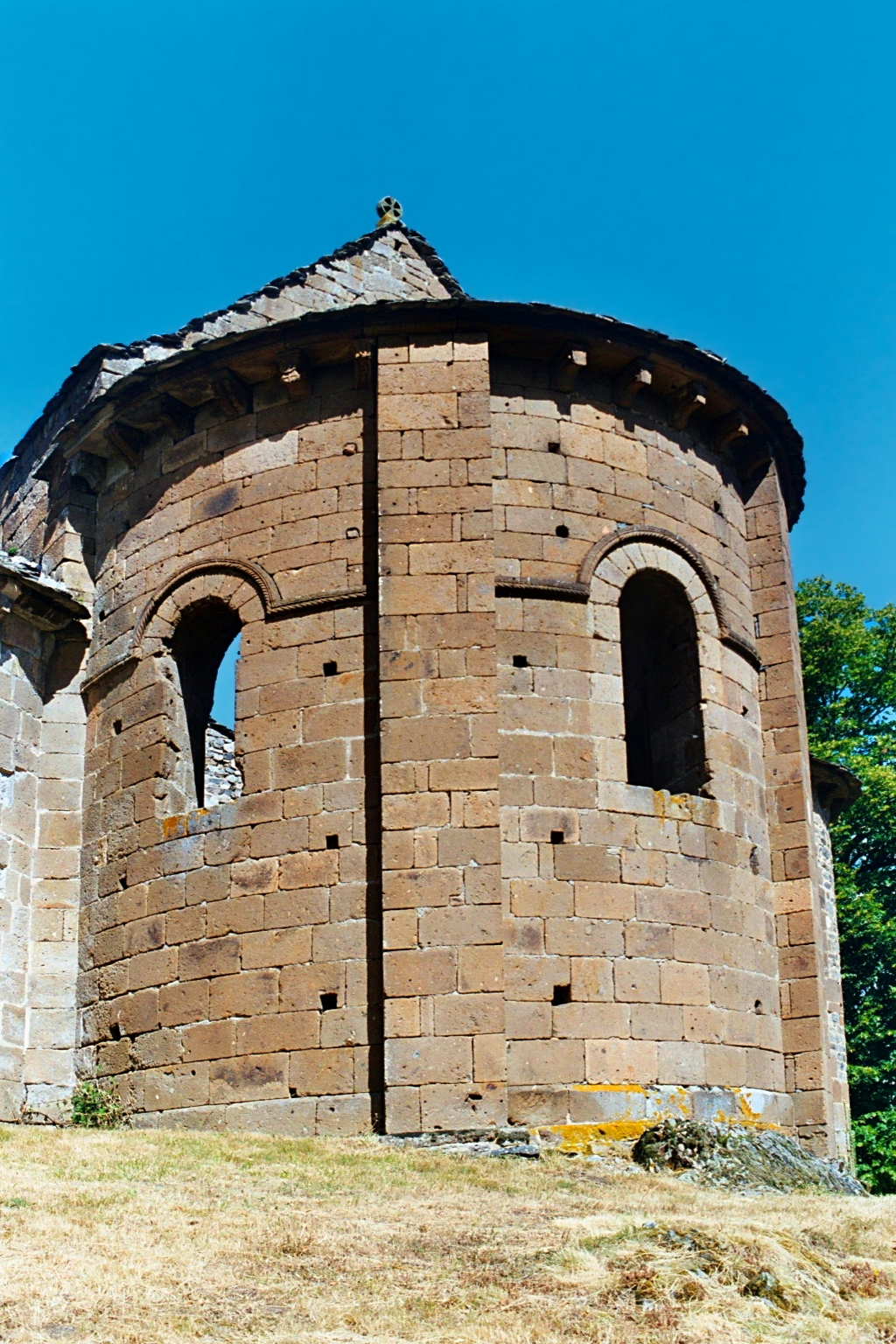
L'abside centrale (avant restauration).

### L'intérieur
L'intérieur est en pierre de taille apparente.
L'abside est voûtée en cul-de-four et est percée de trois fenêtres ornées de fines colonnettes surmontées de petits chapiteaux aux motifs végétaux très stylisés.
L'intérieur présente de beaux chapiteaux à l'astragale ornée d'une tresse et au tailloir orné de motifs variés : lions, palmettes stylisées, pommes de pin, entrelacs…

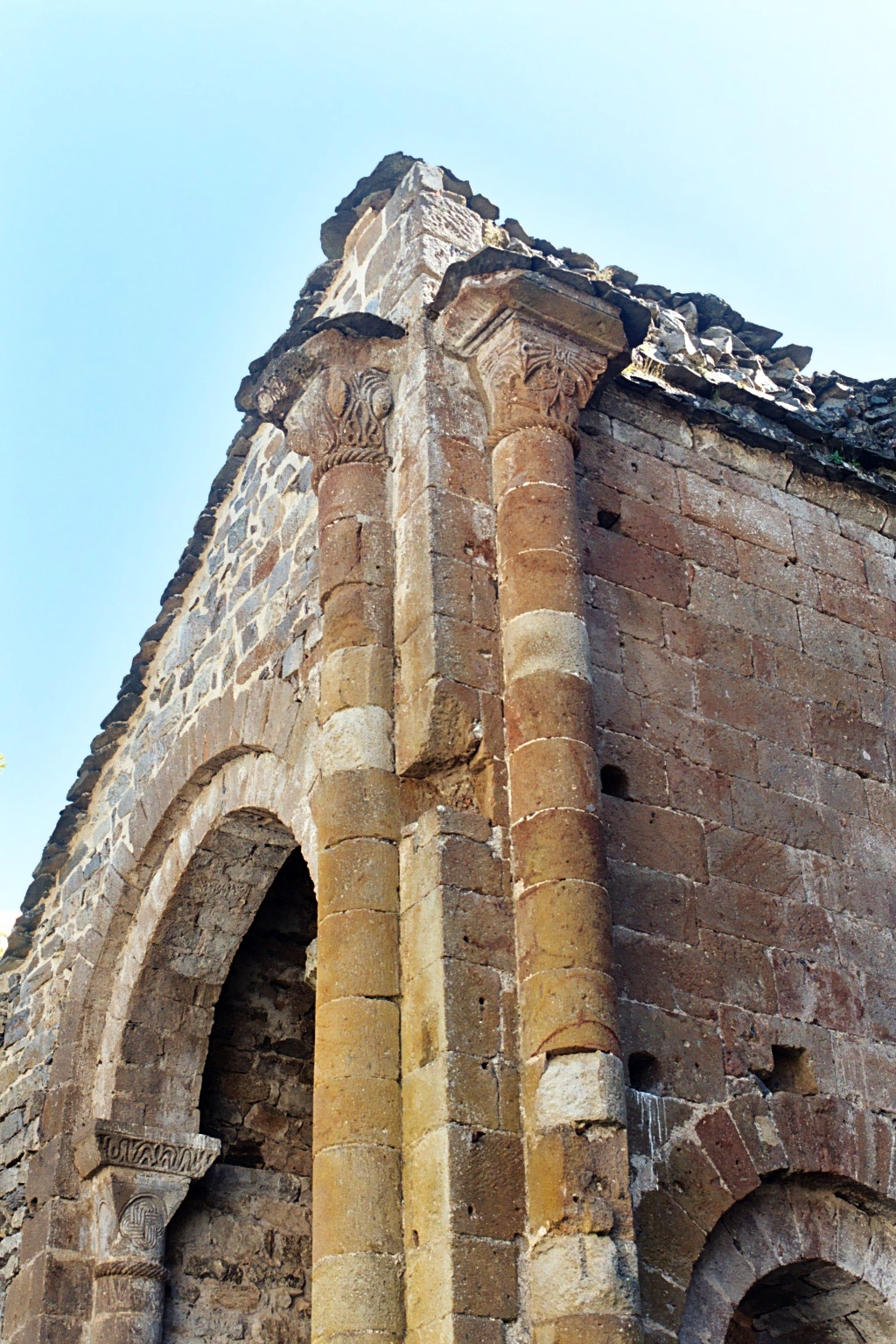
Chapiteaux de la travée de chœur.
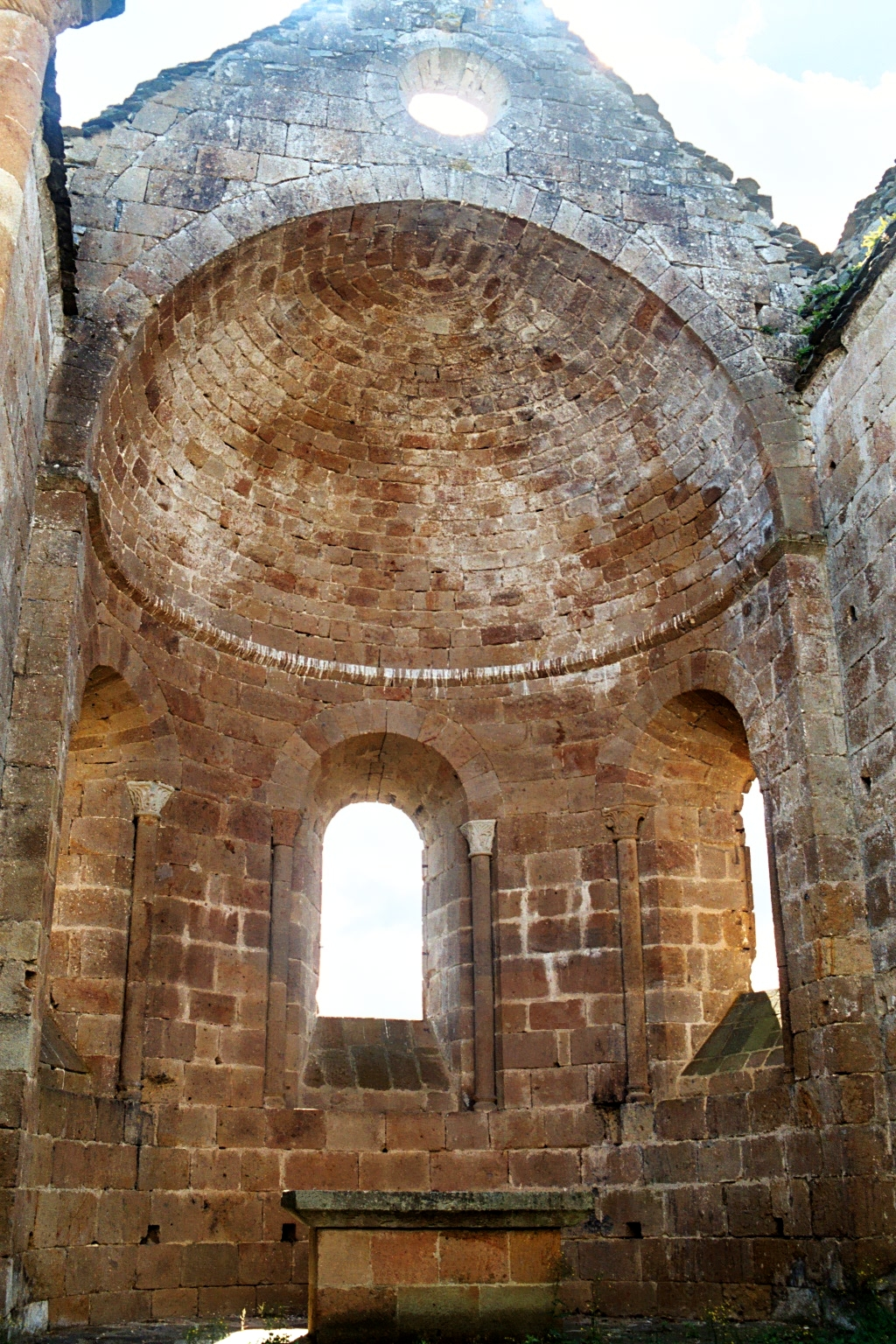
L'abside.
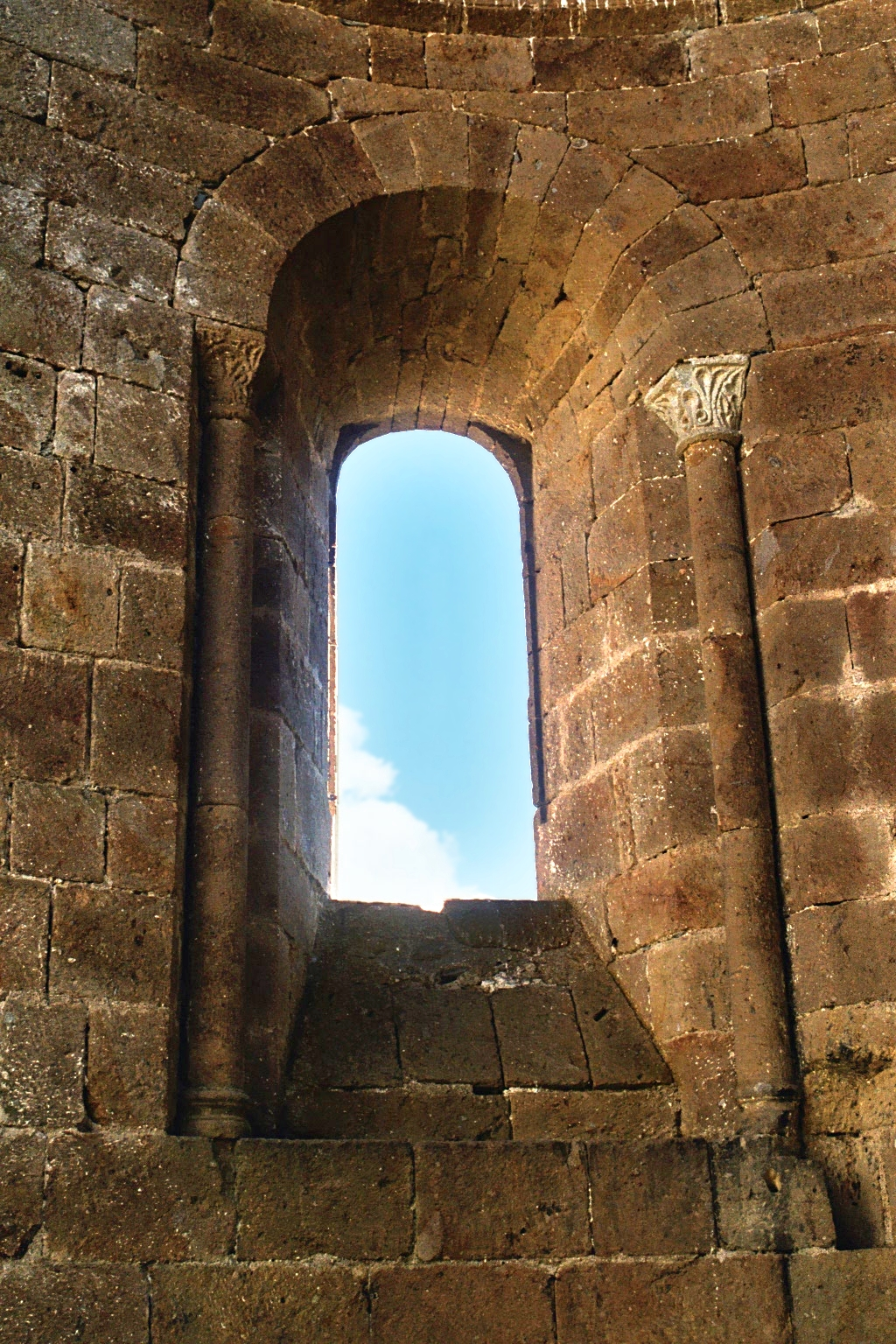
Fenêtre axiale.